# The Moonshine Jungle Tour
 (mars 2013).
Si vous disposez d'ouvrages ou d'articles de référence ou si vous connaissez des sites web de qualité traitant du thème abordé ici, merci de compléter l'article en donnant les références utiles à sa vérifiabilité et en les liant à la section « Notes et références ».
Tournées par Bruno Mars
Bruno Mars Live: The Doo-Wops & Hooligans Tour
(2010-2012) The 24K Magic World Tour 
(2017-2018)
The Moonshine Jungle Tour est la seconde tournée internationale du chanteur, auteur et compositeur Bruno Mars. Elle débute le 22 juin 2013 à Washington. Il est prévu que le chanteur passe par l'Amérique du Nord, l'Europe, et l'Océanie, notamment avec trois dates en France au palais omnisports de Paris-Bercy le 14 octobre, au Dôme  de Marseille le 18 novembre et au Zénith de Toulouse le 19 novembre. Elle promeut son second album Unorthodox Jukebox sorti le 7 décembre 2012.

## Setlist
1. Moonshine
2. Natalie
3. Treasure
4. Money Make Her Smile / Billionaire
5. Show Me
6. Our First Time
7. Marry You
8. If I Knew / It Will Rain
9. Runaway Baby
10. The Lazy Song
11. Nothin' On You
12. When I Was Your Man
13. Grenade
14. Just The Way You Are
Encore
15. Locked Out Of Heaven
16. Gorilla

## Dates de la tournée
| Date               | Ville                         | Pays               | Lieu                                           |
| ------------------ | ----------------------------- | ------------------ | ---------------------------------------------- |
| Amérique du Nord   |                               |                    |                                                |
| 22 juin 2013       | Washington                    | États-Unis         | Verizon Center                                 |
| 24 juin 2013       | Philadelphie                  | États-Unis         | Wells Fargo Center                             |
| 26 juin 2013       | Boston                        | États-Unis         | TD Garden                                      |
| 27 juin 2013       | Uncasville                    | États-Unis         | Mohegan Sun Arena                              |
| 29 juin 2013       | New York                      | États-Unis         | Barclays Center                                |
| 1er juillet 2013   | Newark                        | États-Unis         | Prudential Center                              |
| 2 juillet 2013     | Pittsburgh                    | États-Unis         | Consol Energy Center                           |
| 3 juillet 2013     | Toronto                       | Canada             | Molson Amphitheatre                            |
| 5 juillet 2013     | Montréal                      | Canada             | Bell Centre                                    |
| 6 juillet 2013     | Toronto                       | Canada             | Molson Amphitheatre                            |
| 8 juillet 2013     | Québec                        | Canada             | Festival d'été de Québec                       |
| 10 juillet 2013    | Columbus                      | États-Unis         | Value City Arena                               |
| 11 juillet 2013    | Détroit                       | États-Unis         | The Palace of Auburn Hills                     |
| 13 juillet 2013    | Chicago                       | États-Unis         | United Center                                  |
| 14 juillet 2013    | St Paul                       | États-Unis         | Xcel Energy Center                             |
| 17 juillet 2013    | Calgary                       | Canada             | Scotiabank Saddledome                          |
| 18 juillet 2013    | Edmonton                      | Canada             | Rexall Place                                   |
| 20 juillet 2013    | Vancouver                     | Canada             | Rogers Arena                                   |
| 21 juillet 2013    | Seattle                       | États-Unis         | Key Arena                                      |
| 22 juillet 2013    | Portland                      | États-Unis         | Rose Garden Arena                              |
| 24 juillet 2013    | Sacramento                    | États-Unis         | Sleep Train Arena                              |
| 25 juillet 2013    | San Jose                      | États-Unis         | HP Pavillon                                    |
| 27 juillet 2013    | Los Angeles                   | États-Unis         | Staples Center                                 |
| 28 juillet 2013    | Los Angeles                   | États-Unis         | Staples Center                                 |
| 30 juillet 2013    | San Diego                     | États-Unis         | Valley View Casino Center                      |
| 31 juillet 2013    | Phoenix                       | États-Unis         | US Airways Center                              |
| 2 août 2013        | Salt Lake City                | États-Unis         | Maverik Center                                 |
| 3 août 2013        | Las Vegas                     | États-Unis         | MGM Grand Arena                                |
| 5 août 2013        | Denver                        | États-Unis         | Red Rocks Amphitheatre                         |
| 6 août 2013        | Morrison                      | États-Unis         | Red Rocks Amphitheatre                         |
| 8 août 2013        | Saint-Louis                   | États-Unis         | Scottrade Center                               |
| 9 août 2013        | Kansas City                   | États-Unis         | Sprint Center                                  |
| 10 août 2013       | Oklahoma City                 | États-Unis         | Chesapeake Energy Arena                        |
| 12 août 2013       | Dallas                        | États-Unis         | American Airlines Center                       |
| 14 août 2013       | Austin                        | États-Unis         | Frank Erwin Center                             |
| 15 août 2013       | Houston                       | États-Unis         | Toyota Center                                  |
| 17 août 2013       | Nashville                     | États-Unis         | Bridgestone Arena                              |
| 18 août 2013       | Louisville                    | États-Unis         | KFC Yum! Center                                |
| 19 août 2013       | Indianapolis                  | États-Unis         | Bankers Life Fieldhouse                        |
| 21 août 2013       | Charlotte                     | États-Unis         | Time Warner Cable Arena                        |
| 22 août 2013       | Atlanta                       | États-Unis         | Philips Arena                                  |
| 28 août 2013       | Tampa                         | États-Unis         | St. Pete Times Forum                           |
| 30 août 2013       | Miami                         | États-Unis         | American Airlines Arena                        |
| 1er septembre 2013 | San Juan                      | Porto Rico         | Coliseo de Puerto Rico Jose Miguel Agrelot     |
| Europe             |                               |                    |                                                |
| 2 octobre 2013     | Belfast                       | Royaume-Uni        | Odyssey Arena                                  |
| 3 octobre 2013     | Dublin                        | Irlande            | O2 Arena                                       |
| 5 octobre 2013     | Manchester                    | Royaume-Uni        | MEN Arena                                      |
| 6 octobre 2013     | Glasgow                       | Royaume-Uni        | The Hydro                                      |
| 8 octobre 2013     | Londres                       | Royaume-Uni        | O2 Arena                                       |
| 9 octobre 2013     | Londres                       | Royaume-Uni        | O2 Arena                                       |
| 11 octobre 2013    | Birmingham                    | Royaume-Uni        | NIA                                            |
| 12 octobre 2013    | Sheffield                     | Royaume-Uni        | Motorpoint Arena                               |
| 14 octobre 2013    | Paris                         | France             | Palais omnisports de Paris-Bercy               |
| 15 octobre 2013    | Amsterdam                     | Pays-Bas           | Ziggo Dome                                     |
| 17 octobre 2013    | Anvers                        | Belgique           | Sportpaleis                                    |
| 18 octobre 2013    | Esch-sur-Alzette              | Luxembourg         | Rockhal                                        |
| 20 octobre 2013    | Mannheim                      | Allemagne          | SAP Arena                                      |
| 21 octobre 2013    | Stuttgart                     | Allemagne          | Hanns-Martin-Schleyer-Halle                    |
| 23 octobre 2013    | Zurich                        | Suisse             | Hallenstadion                                  |
| 24 octobre 2013    | Vienne                        | Autriche           | Stadthalle                                     |
| 26 octobre 2013    | Milan                         | Italie             | Mediolanum Forum                               |
| 28 octobre 2013    | Berlin                        | Allemagne          | O2 Arena                                       |
| 29 octobre 2013    | Hambourg                      | Allemagne          | O2 World                                       |
| 31 octobre 2013    | Copenhague                    | Danemark           | Copenhague Forum                               |
| 2 novembre 2013    | Oslo                          | Norvège            | Oslo Spektrum                                  |
| 3 novembre 2013    | Stockholm                     | Suède              | Ericsson Globe                                 |
| 6 novembre 2013    | Prague                        | République tchèque | O2 Arena                                       |
| 7 novembre 2013    | Budapest                      | Hongrie            | Papp László Budapest Sportaréna                |
| 9 novembre 2013    | Dusseldorf                    | Allemagne          | ISS Dome                                       |
| 12 novembre 2013   | Munich                        | Allemagne          | Olympiahalle                                   |
| 14 novembre 2013   | Barcelone                     | Espagne            | Pavelo olimpic de Badalona                     |
| 15 novembre 2013   | Madrid                        | Espagne            | Palacio Vistalegre                             |
| 18 novembre 2013   | Marseille                     | France             | Le Dôme                                        |
| 19 novembre 2013   | Toulouse                      | France             | Zénith de Toulouse                             |
| 21 novembre 2013   | Londres                       | Royaume-Uni        | O2 Arena                                       |
| 22 novembre 2013   | Nottingham                    | Royaume-Uni        | Capital FM Arena                               |
| 24 novembre 2013   | Liverpool                     | Royaume-Uni        | Echo Arena                                     |
| 25 novembre 2013   | Newcastle                     | Royaume-Uni        | Metro Radio Arena                              |
| 29 décembre 2013   | Las Vegas                     | États-Unis         | The Chelsea of The Cosmopolitan of Las Vegas   |
| 31 décembre 2013   | Las Vegas                     | États-Unis         | The Chelsea of The Cosmopolitan of Las Vegas   |
| 15 février 2014    | Las Vegas                     | États-Unis         | The Chelsea of The Cosmopolitan of Las Vegas   |
| 16 février 2014    | Las Vegas                     | États-Unis         | The Chelsea of The Cosmopolitan of Las Vegas   |
| Océanie            |                               |                    |                                                |
| 28 février 2014    | Perth                         | Australie          | Perth Arena                                    |
| 2 mars 2014        | Adélaïde                      | Australie          | Adelaide Entertainment Center                  |
| 4 mars 2014        | Melbourne                     | Australie          | Rod Laver Arena                                |
| 5 mars 2014        | Melbourne                     | Australie          | Rod Laver Arena                                |
| 7 mars 2014        | Brisbane                      | Australie          | Brisbane Entertainment Center                  |
| 8 mars 2014        | Sydney                        | Australie          | Allphones Arena                                |
| 10 mars 2014       | Sydney                        | Australie          | Allphones Arena                                |
| 11 mars 2014       | Sydney                        | Australie          | Allphones Arena                                |
| 15 mars 2014       | Auckland                      | Nouvelle-Zélande   | Vector Arena                                   |
| 16 mars 2014       | Auckland                      | Nouvelle-Zélande   | Vector Arena                                   |
| Asie               |                               |                    |                                                |
| 20 mars 2014       | Bangkok                       | Thaïlande          | Impact Arena                                   |
| 22 mars 2014       | Pasay                         | Philippines        | Mall of Asia Arena                             |
| 24 mars 2014       | Jakarta                       | Indonésie          | Meis Ancol                                     |
| 26 mars 2014       | Singapour                     | Singapour          | Singapour Indoor Stadium                       |
| 29 mars 2014       | Hong Kong                     | Hong Kong          | Modèle:Asia World Arena                        |
| 30 mars 2014       | Hong Kong                     | Hong Kong          | Modèle:Asia World Arena                        |
| 1er avril 2014     | Taipei                        | Taïwan             | Taipei World Trade Center                      |
| 8 avril 2014       | Séoul                         | Corée du Sud       | Gymnastic Gymnasium                            |
| 10 avril 2014      | Osaka                         | Japon              | Municipal Central Gymnasium                    |
| 12 avril 2014      | Tokyo                         | Japon              | Tokyo Messe                                    |
| 13 avril 2014      | Tokyo                         | Japon              | Tokyo Messe                                    |
| Amérique du Nord   |                               |                    |                                                |
| 18 avril 2014      | Honolulu                      | Hawaï              | Blaisdell Arena                                |
| 19 avril 2014      | Honolulu                      | Hawaï              | Blaisdell Arena                                |
| 21 avril 2014      | Honolulu                      | Hawaï              | Blaisdell Arena                                |
| 23 mai 2014        | Las Vegas                     | États-Unis         | The Chelsea of The Cosmopolitan of Las Vegas   |
| 24 mai 2014        | Las Vegas                     | États-Unis         | The Chelsea of The Cosmopolitan of Las Vegas   |
| 27 mai 2014        | Fresno                        | États-Unis         | Save Mart Center                               |
| 28 mai 2014        | Oakland                       | États-Unis         | Oracle Arena                                   |
| 31 mai 2014        | Los Angeles                   | États-Unis         | Hollywood Bowl                                 |
| 1er juin 2014      | Los Angeles                   | États-Unis         | Hollywood Bowl                                 |
| 4 juin 2014        | Tulsa                         | États-Unis         | BOK Center                                     |
| 6 juin 2014        | Memphis                       | États-Unis         | FedExForum                                     |
| 7 juin 2014        | La Nouvelle-Orléans           | États-Unis         | New Orleans Arena                              |
| 10 juin 2014       | North Little Rock             | États-Unis         | Verizon Arena                                  |
| 11 juin 2014       | Birmingham (Alabama)          | États-Unis         | Birmingham Jefferson County Civic Center Arena |
| 13 juin 2014       | Columbia                      | États-Unis         | Colonial Life Arena                            |
| 14 juin 2014       | Raleigh                       | États-Unis         | PNC Arena                                      |
| 17 juin 2014       | Grand Rapids                  | États-Unis         | Van Andel Arena                                |
| 18 juin 2014       | Auburn Hills                  | États-Unis         | The Palace of Auburn Hills                     |
| 20 juin 2014       | Chicago Heights               | États-Unis         | First Midwest Bank Amphitheatre                |
| 21 juin 2014       | Saint Paul                    | États-Unis         | Xcel Energy Center                             |
| 23 juin 2014       | Omaha                         | États-Unis         | Centurylink Center                             |
| 25 juin 2014       | Milwaukee                     | États-Unis         | Summerfest                                     |
| 27 juin 2014       | Cincinnati                    | États-Unis         | US Bank Arena                                  |
| 28 juin 2014       | Cleveland                     | États-Unis         | Quicken Loans Arena                            |
| 30 juin 2014       | Buffalo                       | États-Unis         | First Niagara Center                           |
| 2 juillet 2014     | Boston                        | États-Unis         | TD Garden                                      |
| 5 juillet 2014     | Birmingham                    | Royaume-Uni        | Wireless Festival                              |
| 6 juillet 2014     | Londres                       | Royaume-Uni        | Wireless Festival                              |
| 9 juillet 2014     | Hartford                      | États-Unis         | Xfinity theatre                                |
| 11 juillet 2014    | Bristow (Oklahoma)            | États-Unis         | Jiffy Lubbe Live                               |
| 12 juillet 2014    | Hershey                       | États-Unis         | Hershey Park Pavilion                          |
| 14 juillet 2014    | New York                      | États-Unis         | Madison Square Garden                          |
| 15 juillet 2014    | New York                      | États-Unis         | Madison Square Garden                          |
| 17 juillet 2014    | Camden                        | États-Unis         | Susquehanna Bank Center                        |
| 18 juillet 2014    | Manchester (New Hampshire)    | États-Unis         | Verizon Wireless Arena                         |
| 20 juillet 2014    | Albany                        | États-Unis         | Times Union Center                             |
| 23 juillet 2014    | Montréal                      | Canada             | Bell Centre                                    |
| 24 juillet 2014    | Ottawa                        | Canada             | Canada Tire Centre                             |
| 26 juillet 2014    | Toronto                       | Canada             | Air Canada Centre                              |
| 27 juillet 2014    | Toronto                       | Canada             | Air Canada Centre                              |
| 2 août 2014        | Winnipeg                      | Canada             | MTS Centre                                     |
| 3 août 2014        | Saskatoon                     | Canada             | Credit Union Centre                            |
| 5 août 2014        | Calgary                       | Canada             | Scotiabank Saddledome                          |
| 9 août 2014        | Georgetown (Washington, D.C.) | États-Unis         | The Gorge Amphitheatre                         |
| 11 août 2014       | Eugene (Oregon)               | États-Unis         | Matthew Knight Arena                           |
| 14 août 2014       | Stateline                     | États-Unis         | Harveys Lake Tahoe Outdoor Arena               |
| 15 août 2014       | San Jose                      | États-Unis         | SAP Center                                     |
| 17 août 2014       | Englewood                     | États-Unis         | Fiddler's Green Amphitheatre                   |
| 22 août 2014       | Las Vegas                     | États-Unis         | The Chelsea of The Cosmopolitan of Las Vegas   |
| 23 août 2014       | Las Vegas                     | États-Unis         | The Chelsea of The Cosmopolitan of Las Vegas   |
| 30 août 2014       | Curaçao                       | Pays-Bas           | North Sea Jazz Festival                        |
| 2 septembre 2014   | Mexico                        | Mexique            | Arena Ciudad de México                         |
| 3 septembre 2014   | Mexico                        | Mexique            | Arena Ciudad de México                         |
| 5 septembre 2014   | Monterrey                     | Mexique            | Arena Monterrey                                |
| 6 septembre 2014   | Monterrey                     | Mexique            | Arena Monterrey                                |
| 17 octobre 2014    | Las Vegas                     | États-Unis         | The Chelsea of The Cosmopolitan of Las Vegas   |
| 18 octobre 2014    | Las Vegas                     | États-Unis         | The Chelsea of The Cosmopolitan of Las Vegas   |